# Tarbea
Tarbea (en árabe: تاربعيت‎, en francés: Tarbiaat) es una localidad marroquí perteneciente al municipio de Talilit, en la región Oriental. Desde 1912 hasta 1956 perteneció a la zona norte del Protectorado español de Marruecos.